# Choi Kyu-baek
Choi Kyu-baek (최규백?; 23 gennaio 1994) è un calciatore sudcoreano, difensore del Suwon.

## Carriera

### Club
Ha giocato in Corea del Sud, nello Jeonbuk Hyundai, con cui ha esordito nel 2016. Il 15 marzo 2016 esordisce in AFC Champions League nella vittoria casalinga per 4-2 contro i vietnamiti del Bình Dương, sfida valida per il girone E, nella quale gioca tutti i 90 minuti.

### Nazionale
Viene convocato per le Olimpiadi 2016 in Brasile.